# 库斯鲁普尔
库斯鲁普尔（Khusrupur），是印度比哈尔邦Patna县的一个城镇。总人口12185（2001年）。

## 人口
该地2001年总人口12185人，其中男性6446人，女性5739人；0—6岁人口2128人，其中男1101人，女1027人；识字率53.72%，其中男性为61.93%，女性为44.50%。